# Hulboaca, Chișinău
Hulboaca este un sat din componența comunei Grătiești din sectorul Rîșcani, municipiul Chișinău, Republica Moldova.

## Demografie

### Structura etnică
Structura etnică a localității conform recensământului populației din 2004:
| Grup etnic                                               | Populație | % Procentaj  |
| -------------------------------------------------------- | --------- | ------------ |
| Băștinași declarați Moldoveni Băștinași declarați Români | 1507 16   | 97,04% 1,03% |
| Ucraineni                                                | 13        | 0,84%        |
| Ruși                                                     | 10        | 0,64%        |
| Găgăuzi                                                  | 3         | 0,19%        |
| Bulgari                                                  | 1         | 0,06%        |
| Alții                                                    | 3         | 0,19%        |
| Total                                                    | 1553      |              |

## Personalități originare din Hulboaca
- Andrei Cucu - politician, fost viceprim-ministru și ministru al economiei (2000-2002)